# リテールコム
株式会社リテールコム（英: RETAILCOMM INC.）は、かつて存在した日本の企業。東京都豊島区に本社を置き、レンタルDVDチェーン、ゲオのショッピングサイト、ゲオEショップの開発・運営を行っていた。

## 概要
インデックスが持つモバイルコンテンツを始めとするインターネットサービス運営のノウハウとゲオが持つ小売ビジネスのノウハウを集約した事業展開を行うことを目的に、ゲオ、インデックスの合弁会社として設立。オンラインDVD&CDショッピングサービス「ゲオEショップ」、ゲオEショップのシステムを流用したショッピングサイト構築パッケージ「EC-First」の販売などの事業を展開していた。
かつてはインデックス・ホールディングスの子会社であったが、その後株式会社ゲオホールディングスの完全子会社となっていた。
一時期のEC事業では会員数は220万人、商品点数300万点、PCサイト、モバイル3キャリア公式サイトを展開するほか、auショッピングモールにも出店していた。主なライバル社は、カルチュア・コンビニエンス・クラブの子会社ツタヤオンラインが運営するTSUTAYA ONLINE、デジタルメディアマート運営のDMM.comがある。

## 沿革
- 2001年08月　株式会社ゲオと株式会社インデックス・ホールディングスの合弁会社としてフリッカー株式会社を設立
- 2002年07月　モバイルサイト「MobileGEO」サービス開始
- 2002年10月　資本金を8,000万円へ増資
- 2003年02月　モバイルサイト「MobileGEOショッピング」を開設し、EC事業を開始
- 2003年04月　資本金を1億円へ増資
- 2004年04月　株式会社リテールコムへ改称
- 2004年04月　資本金を2億円へ増資
- 2005年12月　PCサイト「ゲオEショップ」を開設
- 2006年10月　資本金を4億円へ増資
- 2006年12月　携帯向け電子書籍コンテンツ配信サービス「GO★BOOKS」(後のGEO☆Books）を開設
- 2008年04月　株式会社ゲオ（現：株式会社ゲオホールディングス）の100%子会社へ
- 2008年05月　本社を東京都豊島区池袋へ移転
- 2008年05月　「BluetoothC対応ポータブルスピーカー」発売
- 2008年11月　「ゲオEショップ」リニューアル。同時にGEO Onlineサービスをプレリリース
- 2009年06月　ゲオの新ポータルサイト『GEO Online』サービス開始
- 2009年12月　ゲオグループによる独自アフィリエイトサービス『Affility（アフィリティ）』開始
- 2010年03月　ポイントサービスPontaの利用開始。
- 2013年07月　株式会社ぽすれんがGEO☆Books開始[1]（GO★BOOKSとURLは同じ）。
- 2016年09月　GEO☆Booksのサービスを終了。
- 2017年07月　当社の清算を終了した。